# West Bradenton
West Bradenton é uma Região censo-designada localizada no estado americano de Flórida, no Condado de Manatee.

## Demografia
Segundo o censo americano de 2000, a sua população era de 4444 habitantes.

## Geografia
De acordo com o United States Census Bureau tem uma área de
3,7 km², dos quais 3,5 km² cobertos por terra e 0,2 km² cobertos por água.

## Localidades na vizinhança
O diagrama seguinte representa as localidades num raio de 8 km ao redor de West Bradenton.